# サンシャインチェーン
株式会社サンシャインチェーン本部（サンシャインチェーンほんぶ、Sunshine Chain Co.,Ltd.）は、高知県高知市稲荷町に本社があるスーパーマーケットである。高知県を中心に四国地区で店舗展開している。

## 概要
会社の設立は、1961年（昭和36年）4月に高知県高知市帯屋町の大橋通で店をオープンしたことが始まりである。その後、「高知主婦の店」（こうちしゅふのみせ）の商号でスーパーマーケットの運営を開始、1965年（昭和40年）日本スーパーチェーンの傘下になるが、僅か1年で離脱し、「高知主婦の店チェーン本部」（こうちしゅふのみせチェーンほんぶ）として運営することになる。1986年（昭和61年）に現商号に変更。

## 沿革
- 1961年（昭和36年）4月 - 高知市帯屋町に第1号店を開設する（現存していない）。
- 1962年（昭和37年）1月 - 高知県主婦の店協同組合（こうちけんしゅふのみせきょうどうくみあい）を設立。
- 1963年（昭和38年）
  - 5月29日 - 高知県主婦の店協同組合解散し、その後株式会社日本スーパーチェーン高知地区本部（にほんスーパーチェーンこうちちくほんぶ）を高知市帯屋町90番地に資本金400万円で設立する。
  - 10月20日 - 株式会社高知主婦の店本部に商号変更。
  - 10月29日 - 資本金を500万円に増資。
- 1964年（昭和39年）8月13日 - 本店を高知市帯屋町91番地に移転。
- 1965年（昭和40年）3月31日 - 高知スーパーチェーンと統合し、全高知スーパーチェーンが発足したため会社は解散。本店を高知市高須1683番地に移転。
- 1966年（昭和41年）
  - 11月30日 - 全日本スーパーチェーンを脱退し、会社は継続。株式会社高知主婦の店チェーン本部に商号変更。
  - 12月1日 - 本店を高知市上町一丁目7番1号に移転。
- 1967年（昭和42年）4月1日 - 本店を高知市上町一丁目6番14号に移転し、資本金を1,000万円に増資。
- 1971年（昭和46年）
  - 5月1日 - 本店を高知市蓮池町2番地1に移転。
  - 8月15日 - 本店を高知市稲荷町12番地8に移転。
  - 10月6日 - 資本金を3,000万円に増資。
- 1972年（昭和47年）9月21日 - 資本金を4,000万円に増資。
- 1974年（昭和49年）
  - 9月21日 - 資本金を5,000万円に増資。
  - 10月1日 - 住居表示の実施により、本店の住所表記が高知市稲荷町11番45号に変更。
- 1978年（昭和53年）5月31日 - 資本金を1億5,000万円に増資。
- 1986年（昭和61年）
  - 3月 - 本部生鮮センタービル完成。
  - 4月11日 - 株式会社サンシャインチェーン本部に商号変更。
- 1998年（平成10年）10月28日 - 資本金を3億円に増資。
- 1999年（平成11年）4月 - 有限会社曙屋を合併。「協同組合セルコチェーン」に加盟する。
- 2000年（平成12年）
  - 3月 - 本部直営小型店4店鋪を「フレッシュパワー」に業態変更する。
  - 6月 - グロサリー物流センター、チルド物流センター稼動。
- 2003年（平成15年）10月 - サンシャイン・カルディア（南国市、かつてのサンシャイン南国）改装、リニューアルオープンする。
- 2006年（平成18年）12月16日 - 廃業した高知スーパーマーケットの前里店（高知市）の営業を引き継ぎ、サンシャイン・ベルティスとして開業。
- 2009年（平成21年）1月31日 - 観音寺店閉店を最後に香川県の全ての店舗を閉鎖し、事実上撤退した。
- 2011年（平成23年）2月 - CGCグループ加盟。
- 2014年（平成26年）10月 - セブン-イレブン・ジャパンと提携し、高知県内でコンビニエンスストア事業に参入することを発表。翌2015年春から3年間で20店舗程度を出店する。
- 2023年（令和5年）3月20日 - 愛媛県内唯一の店舗である宇和島店を閉店。愛媛県から撤退した。
- 2024年（令和6年）9月15日 - 日高店が閉店[1]。

## 店舗

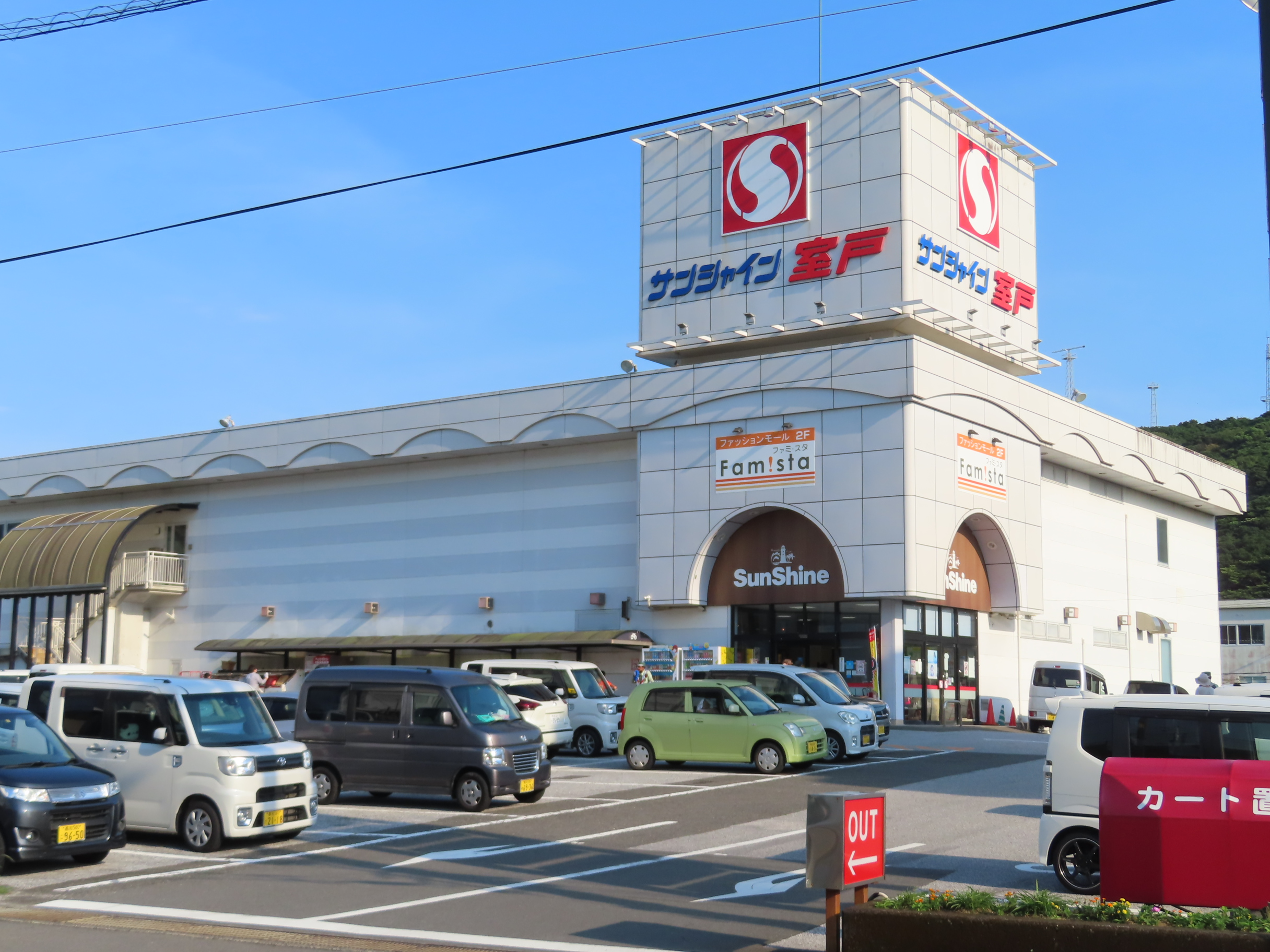
サンシャイン室戸（高知県室戸市）

- 2024年9月16日現在、直営およびチェーンの計26店舗を運営・管理している。本社が所在する高知県に24店舗（高知市：11店舗、高知市外：13店舗）、その他徳島県に2店舗（海部郡海陽町、三好市）。
- セブンイレブンと提携している関係で、サンシャインチェーンの一部店舗でも電子マネーのnanacoが利用出来る。

## テレビ番組
- 日経スペシャル ガイアの夜明け “激動 流通サバイバル”第2回 地元密着スーパーの逆襲（2007年9月18日、テレビ東京）[2]- 売上低迷店舗のサバイバル作戦を取材。